# المحيط الأعظم
المحيط الأعظم هو شرح للقرآن مكون من سبعة مجلدات كتبه السيد حيدر الآملي واكتمل حوالي عام 1375 أو 1376 م.

## الطريقة التفسيرية
يعتمد التعليق على تعاليم ابن عربي. في المحيط الأعظم يجمع المؤلف بين المذهبين الشيعي والصوفي. يتضمن هذا التفسير كل من النهج الباطني والمنهج الظاهري لمعاني القرآن الكريم.